# (4910) Kawasato
(4910) Kawasato es un asteroide que forma parte del grupo de los asteroides que cruzan la órbita de Marte y fue descubierto por Karl Wilhelm Reinmuth desde el Observatorio de Heidelberg-Königstuhl, Alemania, el 11 de agosto de 1953.

## Designación y nombre
Kawasato se designó inicialmente como 1953 PR.
Más adelante, en 1993, fue nombrado en honor del astrónomo japonés Nobuhiro Kawasato.

## Características orbitales
Kawasato orbita a una distancia media de 2,44 ua del Sol, pudiendo alejarse hasta 3,237 ua y acercarse hasta 1,642 ua. Su excentricidad es 0,3269 y la inclinación orbital 4,994 grados. Emplea en completar una órbita alrededor del Sol 1392 días.

## Características físicas
La magnitud absoluta de Kawasato es 13,4 y el periodo de rotación de 4,662 horas. Está asignado al tipo espectral S de la clasificación SMASSII.